# NGC 6601
NGC 6601 ist eine elliptische Galaxie vom Hubble-Typ E/S0 im Sternbild Draco am Nordsternhimmel. Sie ist schätzungsweise 371 Millionen Lichtjahre von der Milchstraße entfernt und hat einen Durchmesser von etwa 55.000 Lichtjahren.
Im selben Himmelsareal befinden sich u. a. die Galaxien NGC 6597, NGC 6607, NGC 6608, NGC 6609.
Das Objekt wurde am 4. August 1883 vom US-amerikanischen Astronomen Lewis Swift entdeckt.